# Il primo appuntamento/Quel giorno
Il primo appuntamento/Quel giorno è il secondo singolo da solista di Wess, pubblicato dalla Durium (catalogo CN A 9334) nel 1973 ed estratto dall'album Wess Johnson.

## I brani

### Il primo appuntamento
Il primo appuntamento, versione italiana di If You Don't Know Me by Now, è il brano presente sul lato A del disco. L'adattamento in italiano è di Lubiak e Cristiano Minellono, mentre il testo originale e la musica sono di Kenneth Gamble e Leon A. Huff. Gli arrangiamenti sono di Natale Massara e, dello stesso, Wess.

### Quel giorno
Quel giorno è la canzone pubblicata sul lato B del disco. Il testo è scritto da Franca Evangelisti, mentre la musica è composta da Marcello Marrocchi.

## Tracce

### Lato A
1. Il primo appuntamento (titolo originale: If You Don't Know Me by Now) – 3:50 (edizioni musicali Durium-Puccio)

### Lato B
1. Quel giorno – 3:22 (edizioni musicali Durium-RCA)